# TBSラジオ番組一覧
TBSラジオ番組一覧（ティービーエスラジオばんぐみいちらん）は、TBSラジオで放送されている、もしくは過去に放送された番組の一覧である。ラジオ東京（KRT）、分社前の東京放送（TBS、現在：TBSホールディングス〈TBSHD〉）、旧社名のTBSラジオ&コミュニケーションズ（TBS R&C）時代についても扱う。

## 放送中の番組（2025年7月時点）

### 平日
| 時 | 月 | 火 | 水 | 木 | 金 |
| --- | --- | --- | --- | --- | --- |
| 5 | 00 Brand-New Morning パーソナリティ：月 - 木 大島由香里 金 酒井一圭（純烈） | 00 Brand-New Morning パーソナリティ：月 - 木 大島由香里 金 酒井一圭（純烈） | 00 Brand-New Morning パーソナリティ：月 - 木 大島由香里 金 酒井一圭（純烈） | 00 Brand-New Morning パーソナリティ：月 - 木 大島由香里 金 酒井一圭（純烈） | 00 Brand-New Morning パーソナリティ：月 - 木 大島由香里 金 酒井一圭（純烈） |
| 6 | 00 Brand-New Morning パーソナリティ：月 - 木 大島由香里 金 酒井一圭（純烈） | 00 Brand-New Morning パーソナリティ：月 - 木 大島由香里 金 酒井一圭（純烈） | 00 Brand-New Morning パーソナリティ：月 - 木 大島由香里 金 酒井一圭（純烈） | 00 Brand-New Morning パーソナリティ：月 - 木 大島由香里 金 酒井一圭（純烈） | 00 Brand-New Morning パーソナリティ：月 - 木 大島由香里 金 酒井一圭（純烈） |
| 6:30 森本毅郎・スタンバイ! パーソナリティ：森本毅郎 アシスタント：遠藤泰子 レギュラーコメンテーター：月 山田恵資 火 酒井綱一郎 水 伊藤芳明 木 渋谷和宏 金 伊藤洋一 ▽7:00 ニュース・ズームアップ ▽8:00 話題のアンテナ 日本全国8時です | | | | | |
| 7 | | | | | |
| 8 | | | | | |
| 8:30 パンサー向井の＃ふらっと パーソナリティ：向井慧 パートナー：月 滝沢カレン 火 田中直樹 水 三田寛子 木（隔週） 横澤夏子、ヤーレンズ ▽8:47 都民ニュース                                                                            | 8:30 パンサー向井の＃ふらっと パーソナリティ：向井慧 パートナー：月 滝沢カレン 火 田中直樹 水 三田寛子 木（隔週） 横澤夏子、ヤーレンズ ▽8:47 都民ニュース | 8:30 パンサー向井の＃ふらっと パーソナリティ：向井慧 パートナー：月 滝沢カレン 火 田中直樹 水 三田寛子 木（隔週） 横澤夏子、ヤーレンズ ▽8:47 都民ニュース | 8:30 パンサー向井の＃ふらっと パーソナリティ：向井慧 パートナー：月 滝沢カレン 火 田中直樹 水 三田寛子 木（隔週） 横澤夏子、ヤーレンズ ▽8:47 都民ニュース | 8:30 今田耕司のお耳拝借!金曜日 パーソナリティ：今田耕司 アシスタント：良原安美 ▽8:47 都民ニュース | |
| 8:30 パンサー向井の＃ふらっと パーソナリティ：向井慧 パートナー：月 滝沢カレン 火 田中直樹 水 三田寛子 木（隔週） 横澤夏子、ヤーレンズ ▽8:47 都民ニュース                                                                            | 8:30 パンサー向井の＃ふらっと パーソナリティ：向井慧 パートナー：月 滝沢カレン 火 田中直樹 水 三田寛子 木（隔週） 横澤夏子、ヤーレンズ ▽8:47 都民ニュース | 8:30 パンサー向井の＃ふらっと パーソナリティ：向井慧 パートナー：月 滝沢カレン 火 田中直樹 水 三田寛子 木（隔週） 横澤夏子、ヤーレンズ ▽8:47 都民ニュース | 8:30 パンサー向井の＃ふらっと パーソナリティ：向井慧 パートナー：月 滝沢カレン 火 田中直樹 水 三田寛子 木（隔週） 横澤夏子、ヤーレンズ ▽8:47 都民ニュース | 8:30 今田耕司のお耳拝借!金曜日 パーソナリティ：今田耕司 アシスタント：良原安美 ▽8:47 都民ニュース | 9 |
| 8:30 パンサー向井の＃ふらっと パーソナリティ：向井慧 パートナー：月 滝沢カレン 火 田中直樹 水 三田寛子 木（隔週） 横澤夏子、ヤーレンズ ▽8:47 都民ニュース                                                                            | 8:30 パンサー向井の＃ふらっと パーソナリティ：向井慧 パートナー：月 滝沢カレン 火 田中直樹 水 三田寛子 木（隔週） 横澤夏子、ヤーレンズ ▽8:47 都民ニュース | 8:30 パンサー向井の＃ふらっと パーソナリティ：向井慧 パートナー：月 滝沢カレン 火 田中直樹 水 三田寛子 木（隔週） 横澤夏子、ヤーレンズ ▽8:47 都民ニュース | 8:30 パンサー向井の＃ふらっと パーソナリティ：向井慧 パートナー：月 滝沢カレン 火 田中直樹 水 三田寛子 木（隔週） 横澤夏子、ヤーレンズ ▽8:47 都民ニュース | 8:30 今田耕司のお耳拝借!金曜日 パーソナリティ：今田耕司 アシスタント：良原安美 ▽8:47 都民ニュース | 10 |
| 11 | 00 ジェーン・スー 生活は踊る パーソナリティ：ジェーン・スー パートナー：月 小笠原亘 火 小倉弘子 水 杉山真也 木 近藤夏子 ▽12:26 水音スケッチ パーソナリティ：堀井美香 | 00 ジェーン・スー 生活は踊る パーソナリティ：ジェーン・スー パートナー：月 小笠原亘 火 小倉弘子 水 杉山真也 木 近藤夏子 ▽12:26 水音スケッチ パーソナリティ：堀井美香 | 00 ジェーン・スー 生活は踊る パーソナリティ：ジェーン・スー パートナー：月 小笠原亘 火 小倉弘子 水 杉山真也 木 近藤夏子 ▽12:26 水音スケッチ パーソナリティ：堀井美香 | 00 ジェーン・スー 生活は踊る パーソナリティ：ジェーン・スー パートナー：月 小笠原亘 火 小倉弘子 水 杉山真也 木 近藤夏子 ▽12:26 水音スケッチ パーソナリティ：堀井美香 | 00 金曜ボイスログ パーソナリティ：臼井ミトン ▽12:26 水音スケッチ パーソナリティ：堀井美香                                                                                          |
| 12 | 00 ジェーン・スー 生活は踊る パーソナリティ：ジェーン・スー パートナー：月 小笠原亘 火 小倉弘子 水 杉山真也 木 近藤夏子 ▽12:26 水音スケッチ パーソナリティ：堀井美香 | 00 ジェーン・スー 生活は踊る パーソナリティ：ジェーン・スー パートナー：月 小笠原亘 火 小倉弘子 水 杉山真也 木 近藤夏子 ▽12:26 水音スケッチ パーソナリティ：堀井美香 | 00 ジェーン・スー 生活は踊る パーソナリティ：ジェーン・スー パートナー：月 小笠原亘 火 小倉弘子 水 杉山真也 木 近藤夏子 ▽12:26 水音スケッチ パーソナリティ：堀井美香 | 00 ジェーン・スー 生活は踊る パーソナリティ：ジェーン・スー パートナー：月 小笠原亘 火 小倉弘子 水 杉山真也 木 近藤夏子 ▽12:26 水音スケッチ パーソナリティ：堀井美香 | 00 金曜ボイスログ パーソナリティ：臼井ミトン ▽12:26 水音スケッチ パーソナリティ：堀井美香                                                                                          |
| 13 | 00 ジェーン・スー 生活は踊る パーソナリティ：ジェーン・スー パートナー：月 小笠原亘 火 小倉弘子 水 杉山真也 木 近藤夏子 ▽12:26 水音スケッチ パーソナリティ：堀井美香 | 00 ジェーン・スー 生活は踊る パーソナリティ：ジェーン・スー パートナー：月 小笠原亘 火 小倉弘子 水 杉山真也 木 近藤夏子 ▽12:26 水音スケッチ パーソナリティ：堀井美香 | 00 ジェーン・スー 生活は踊る パーソナリティ：ジェーン・スー パートナー：月 小笠原亘 火 小倉弘子 水 杉山真也 木 近藤夏子 ▽12:26 水音スケッチ パーソナリティ：堀井美香 | 00 ジェーン・スー 生活は踊る パーソナリティ：ジェーン・スー パートナー：月 小笠原亘 火 小倉弘子 水 杉山真也 木 近藤夏子 ▽12:26 水音スケッチ パーソナリティ：堀井美香 | 00 金曜ボイスログ パーソナリティ：臼井ミトン ▽12:26 水音スケッチ パーソナリティ：堀井美香                                                                                          |
| 14 | 00 こねくと パーソナリティ：石山蓮華 パートナー： 月 菅良太郎 火 でか美ちゃん 水 飯塚悟志 木 土屋礼央 ▽16:35（水）エンタメExpress パーソナリティ：佐々木舞音 | 00 こねくと パーソナリティ：石山蓮華 パートナー： 月 菅良太郎 火 でか美ちゃん 水 飯塚悟志 木 土屋礼央 ▽16:35（水）エンタメExpress パーソナリティ：佐々木舞音 | 00 こねくと パーソナリティ：石山蓮華 パートナー： 月 菅良太郎 火 でか美ちゃん 水 飯塚悟志 木 土屋礼央 ▽16:35（水）エンタメExpress パーソナリティ：佐々木舞音 | 00 こねくと パーソナリティ：石山蓮華 パートナー： 月 菅良太郎 火 でか美ちゃん 水 飯塚悟志 木 土屋礼央 ▽16:35（水）エンタメExpress パーソナリティ：佐々木舞音 | 00 金曜ワイドラジオTOKYO えんがわ パーソナリティ：外山惠理、玉袋筋太郎 ▽15:50 朗読のヒロバ ▽16:00（毎月最終週） 毒蝮三太夫のミュージックプレゼント                                 |
| 15 | 00 こねくと パーソナリティ：石山蓮華 パートナー： 月 菅良太郎 火 でか美ちゃん 水 飯塚悟志 木 土屋礼央 ▽16:35（水）エンタメExpress パーソナリティ：佐々木舞音 | 00 こねくと パーソナリティ：石山蓮華 パートナー： 月 菅良太郎 火 でか美ちゃん 水 飯塚悟志 木 土屋礼央 ▽16:35（水）エンタメExpress パーソナリティ：佐々木舞音 | 00 こねくと パーソナリティ：石山蓮華 パートナー： 月 菅良太郎 火 でか美ちゃん 水 飯塚悟志 木 土屋礼央 ▽16:35（水）エンタメExpress パーソナリティ：佐々木舞音 | 00 こねくと パーソナリティ：石山蓮華 パートナー： 月 菅良太郎 火 でか美ちゃん 水 飯塚悟志 木 土屋礼央 ▽16:35（水）エンタメExpress パーソナリティ：佐々木舞音 | 00 金曜ワイドラジオTOKYO えんがわ パーソナリティ：外山惠理、玉袋筋太郎 ▽15:50 朗読のヒロバ ▽16:00（毎月最終週） 毒蝮三太夫のミュージックプレゼント                                 |
| 16 | 00 こねくと パーソナリティ：石山蓮華 パートナー： 月 菅良太郎 火 でか美ちゃん 水 飯塚悟志 木 土屋礼央 ▽16:35（水）エンタメExpress パーソナリティ：佐々木舞音 | 00 こねくと パーソナリティ：石山蓮華 パートナー： 月 菅良太郎 火 でか美ちゃん 水 飯塚悟志 木 土屋礼央 ▽16:35（水）エンタメExpress パーソナリティ：佐々木舞音 | 00 こねくと パーソナリティ：石山蓮華 パートナー： 月 菅良太郎 火 でか美ちゃん 水 飯塚悟志 木 土屋礼央 ▽16:35（水）エンタメExpress パーソナリティ：佐々木舞音 | 00 こねくと パーソナリティ：石山蓮華 パートナー： 月 菅良太郎 火 でか美ちゃん 水 飯塚悟志 木 土屋礼央 ▽16:35（水）エンタメExpress パーソナリティ：佐々木舞音 | 00 金曜ワイドラジオTOKYO えんがわ パーソナリティ：外山惠理、玉袋筋太郎 ▽15:50 朗読のヒロバ ▽16:00（毎月最終週） 毒蝮三太夫のミュージックプレゼント                                 |
| 16:50 見事なお仕事 | 16:50 純烈の観音ルンルン・モー烈ラジオ! | 16:50 あかさか得得ショッピング | 16:50 えがお presents 菊川怜 PLUS ON LIFE えがおで元気 | 16:50 えがお presents 林家たい平 PLUS ON ACTIVE えがおで元気 | |
| 17 | 00 荻上チキ・Session パーソナリティ：荻上チキ アシスタント：南部広美 ▽17:30 ネットワークトゥデイ ▽18:30（月）週刊自動車批評 小沢コージのCARグルメ ▽18:45（月）毎日新聞 N検 Session | 00 荻上チキ・Session パーソナリティ：荻上チキ アシスタント：南部広美 ▽17:30 ネットワークトゥデイ ▽18:30（月）週刊自動車批評 小沢コージのCARグルメ ▽18:45（月）毎日新聞 N検 Session | 00 荻上チキ・Session パーソナリティ：荻上チキ アシスタント：南部広美 ▽17:30 ネットワークトゥデイ ▽18:30（月）週刊自動車批評 小沢コージのCARグルメ ▽18:45（月）毎日新聞 N検 Session | 00 荻上チキ・Session パーソナリティ：荻上チキ アシスタント：南部広美 ▽17:30 ネットワークトゥデイ ▽18:30（月）週刊自動車批評 小沢コージのCARグルメ ▽18:45（月）毎日新聞 N検 Session | 00 荻上チキ・Session パーソナリティ：荻上チキ アシスタント：南部広美 ▽17:30 ネットワークトゥデイ ▽18:30（月）週刊自動車批評 小沢コージのCARグルメ ▽18:45（月）毎日新聞 N検 Session |
| 18 | 00 荻上チキ・Session パーソナリティ：荻上チキ アシスタント：南部広美 ▽17:30 ネットワークトゥデイ ▽18:30（月）週刊自動車批評 小沢コージのCARグルメ ▽18:45（月）毎日新聞 N検 Session | 00 荻上チキ・Session パーソナリティ：荻上チキ アシスタント：南部広美 ▽17:30 ネットワークトゥデイ ▽18:30（月）週刊自動車批評 小沢コージのCARグルメ ▽18:45（月）毎日新聞 N検 Session | 00 荻上チキ・Session パーソナリティ：荻上チキ アシスタント：南部広美 ▽17:30 ネットワークトゥデイ ▽18:30（月）週刊自動車批評 小沢コージのCARグルメ ▽18:45（月）毎日新聞 N検 Session | 00 荻上チキ・Session パーソナリティ：荻上チキ アシスタント：南部広美 ▽17:30 ネットワークトゥデイ ▽18:30（月）週刊自動車批評 小沢コージのCARグルメ ▽18:45（月）毎日新聞 N検 Session | 00 荻上チキ・Session パーソナリティ：荻上チキ アシスタント：南部広美 ▽17:30 ネットワークトゥデイ ▽18:30（月）週刊自動車批評 小沢コージのCARグルメ ▽18:45（月）毎日新聞 N検 Session |
| 19 | 00 荻上チキ・Session パーソナリティ：荻上チキ アシスタント：南部広美 ▽17:30 ネットワークトゥデイ ▽18:30（月）週刊自動車批評 小沢コージのCARグルメ ▽18:45（月）毎日新聞 N検 Session | 00 荻上チキ・Session パーソナリティ：荻上チキ アシスタント：南部広美 ▽17:30 ネットワークトゥデイ ▽18:30（月）週刊自動車批評 小沢コージのCARグルメ ▽18:45（月）毎日新聞 N検 Session | 00 荻上チキ・Session パーソナリティ：荻上チキ アシスタント：南部広美 ▽17:30 ネットワークトゥデイ ▽18:30（月）週刊自動車批評 小沢コージのCARグルメ ▽18:45（月）毎日新聞 N検 Session | 00 荻上チキ・Session パーソナリティ：荻上チキ アシスタント：南部広美 ▽17:30 ネットワークトゥデイ ▽18:30（月）週刊自動車批評 小沢コージのCARグルメ ▽18:45（月）毎日新聞 N検 Session | 00 荻上チキ・Session パーソナリティ：荻上チキ アシスタント：南部広美 ▽17:30 ネットワークトゥデイ ▽18:30（月）週刊自動車批評 小沢コージのCARグルメ ▽18:45（月）毎日新聞 N検 Session |
| 20 | 00 アフター6ジャンクション2 パーソナリティ：宇多丸 パートナー：月 山本匠晃 火 日比麻音子 水 宇垣美里 木 熊崎風斗（第4月曜から始まる週の月 - 水はスペシャルパートナー） ▽21:05（第1週月曜）アトロク アニメエクストリームジョブ パーソナリティ：佐々木舞音 ▽21:05（第2 - 5週月曜）TBSラジオプレス パーソナリティ：野村彩也子 | 00 アフター6ジャンクション2 パーソナリティ：宇多丸 パートナー：月 山本匠晃 火 日比麻音子 水 宇垣美里 木 熊崎風斗（第4月曜から始まる週の月 - 水はスペシャルパートナー） ▽21:05（第1週月曜）アトロク アニメエクストリームジョブ パーソナリティ：佐々木舞音 ▽21:05（第2 - 5週月曜）TBSラジオプレス パーソナリティ：野村彩也子 | 00 アフター6ジャンクション2 パーソナリティ：宇多丸 パートナー：月 山本匠晃 火 日比麻音子 水 宇垣美里 木 熊崎風斗（第4月曜から始まる週の月 - 水はスペシャルパートナー） ▽21:05（第1週月曜）アトロク アニメエクストリームジョブ パーソナリティ：佐々木舞音 ▽21:05（第2 - 5週月曜）TBSラジオプレス パーソナリティ：野村彩也子 | 00 アフター6ジャンクション2 パーソナリティ：宇多丸 パートナー：月 山本匠晃 火 日比麻音子 水 宇垣美里 木 熊崎風斗（第4月曜から始まる週の月 - 水はスペシャルパートナー） ▽21:05（第1週月曜）アトロク アニメエクストリームジョブ パーソナリティ：佐々木舞音 ▽21:05（第2 - 5週月曜）TBSラジオプレス パーソナリティ：野村彩也子 | 00 やる気スイッチラヂオアストルム パーソナリティ：佐藤隆太、佐々木舞音 |
| 20 | 00 アフター6ジャンクション2 パーソナリティ：宇多丸 パートナー：月 山本匠晃 火 日比麻音子 水 宇垣美里 木 熊崎風斗（第4月曜から始まる週の月 - 水はスペシャルパートナー） ▽21:05（第1週月曜）アトロク アニメエクストリームジョブ パーソナリティ：佐々木舞音 ▽21:05（第2 - 5週月曜）TBSラジオプレス パーソナリティ：野村彩也子 | 00 アフター6ジャンクション2 パーソナリティ：宇多丸 パートナー：月 山本匠晃 火 日比麻音子 水 宇垣美里 木 熊崎風斗（第4月曜から始まる週の月 - 水はスペシャルパートナー） ▽21:05（第1週月曜）アトロク アニメエクストリームジョブ パーソナリティ：佐々木舞音 ▽21:05（第2 - 5週月曜）TBSラジオプレス パーソナリティ：野村彩也子 | 00 アフター6ジャンクション2 パーソナリティ：宇多丸 パートナー：月 山本匠晃 火 日比麻音子 水 宇垣美里 木 熊崎風斗（第4月曜から始まる週の月 - 水はスペシャルパートナー） ▽21:05（第1週月曜）アトロク アニメエクストリームジョブ パーソナリティ：佐々木舞音 ▽21:05（第2 - 5週月曜）TBSラジオプレス パーソナリティ：野村彩也子 | 00 アフター6ジャンクション2 パーソナリティ：宇多丸 パートナー：月 山本匠晃 火 日比麻音子 水 宇垣美里 木 熊崎風斗（第4月曜から始まる週の月 - 水はスペシャルパートナー） ▽21:05（第1週月曜）アトロク アニメエクストリームジョブ パーソナリティ：佐々木舞音 ▽21:05（第2 - 5週月曜）TBSラジオプレス パーソナリティ：野村彩也子 | 30 Sky presents 柿澤勇人のカキノキ坂ラジオ （朝日放送ラジオ） |
| 21 | 00 アフター6ジャンクション2 パーソナリティ：宇多丸 パートナー：月 山本匠晃 火 日比麻音子 水 宇垣美里 木 熊崎風斗（第4月曜から始まる週の月 - 水はスペシャルパートナー） ▽21:05（第1週月曜）アトロク アニメエクストリームジョブ パーソナリティ：佐々木舞音 ▽21:05（第2 - 5週月曜）TBSラジオプレス パーソナリティ：野村彩也子 | 00 アフター6ジャンクション2 パーソナリティ：宇多丸 パートナー：月 山本匠晃 火 日比麻音子 水 宇垣美里 木 熊崎風斗（第4月曜から始まる週の月 - 水はスペシャルパートナー） ▽21:05（第1週月曜）アトロク アニメエクストリームジョブ パーソナリティ：佐々木舞音 ▽21:05（第2 - 5週月曜）TBSラジオプレス パーソナリティ：野村彩也子 | 00 アフター6ジャンクション2 パーソナリティ：宇多丸 パートナー：月 山本匠晃 火 日比麻音子 水 宇垣美里 木 熊崎風斗（第4月曜から始まる週の月 - 水はスペシャルパートナー） ▽21:05（第1週月曜）アトロク アニメエクストリームジョブ パーソナリティ：佐々木舞音 ▽21:05（第2 - 5週月曜）TBSラジオプレス パーソナリティ：野村彩也子 | 00 アフター6ジャンクション2 パーソナリティ：宇多丸 パートナー：月 山本匠晃 火 日比麻音子 水 宇垣美里 木 熊崎風斗（第4月曜から始まる週の月 - 水はスペシャルパートナー） ▽21:05（第1週月曜）アトロク アニメエクストリームジョブ パーソナリティ：佐々木舞音 ▽21:05（第2 - 5週月曜）TBSラジオプレス パーソナリティ：野村彩也子 | 00 宮藤さんに言っても しょうがないんですけど |
| 21 | 00 アフター6ジャンクション2 パーソナリティ：宇多丸 パートナー：月 山本匠晃 火 日比麻音子 水 宇垣美里 木 熊崎風斗（第4月曜から始まる週の月 - 水はスペシャルパートナー） ▽21:05（第1週月曜）アトロク アニメエクストリームジョブ パーソナリティ：佐々木舞音 ▽21:05（第2 - 5週月曜）TBSラジオプレス パーソナリティ：野村彩也子 | 00 アフター6ジャンクション2 パーソナリティ：宇多丸 パートナー：月 山本匠晃 火 日比麻音子 水 宇垣美里 木 熊崎風斗（第4月曜から始まる週の月 - 水はスペシャルパートナー） ▽21:05（第1週月曜）アトロク アニメエクストリームジョブ パーソナリティ：佐々木舞音 ▽21:05（第2 - 5週月曜）TBSラジオプレス パーソナリティ：野村彩也子 | 00 アフター6ジャンクション2 パーソナリティ：宇多丸 パートナー：月 山本匠晃 火 日比麻音子 水 宇垣美里 木 熊崎風斗（第4月曜から始まる週の月 - 水はスペシャルパートナー） ▽21:05（第1週月曜）アトロク アニメエクストリームジョブ パーソナリティ：佐々木舞音 ▽21:05（第2 - 5週月曜）TBSラジオプレス パーソナリティ：野村彩也子 | 00 アフター6ジャンクション2 パーソナリティ：宇多丸 パートナー：月 山本匠晃 火 日比麻音子 水 宇垣美里 木 熊崎風斗（第4月曜から始まる週の月 - 水はスペシャルパートナー） ▽21:05（第1週月曜）アトロク アニメエクストリームジョブ パーソナリティ：佐々木舞音 ▽21:05（第2 - 5週月曜）TBSラジオプレス パーソナリティ：野村彩也子 | 30 問わず語りの神田伯山 |
| 22 | 00 コジ10 小島秀夫の「最高の10時にしよう」 | 00 SCALP D presents 那須川天心のかんきもラジオ | 00 佐倉綾音 論理×ロンリー | 00 WILD BLUEのわぶらじ | 00 武田砂鉄のプレ金ナイト パーソナリティ：武田砂鉄 |
| 22 | 22:55 らじおっつ | | | | 00 武田砂鉄のプレ金ナイト パーソナリティ：武田砂鉄 |
| 23 | 00 かまいたちのヘイ!タクシー! | 00 バービーとおしんり研究所 | 00 イモトアヤコの すっぴんしゃん | 30 秘密諜報員みなみかわ | 00 武田砂鉄のプレ金ナイト パーソナリティ：武田砂鉄 |
| 23 | 30 ダイアンのTOKYO STYLE | 30 ラランド・ツキの兎 | 30 きしたかののブタピエロ | 30 渚のキャッ火ラジオ パーソナリティ：ナ酒渚 | 30 明治チョコレート効果 presents 清塚信也 Xタイムラジオ |
| 23 | 30 ダイアンのTOKYO STYLE | 30 ラランド・ツキの兎 | 30 きしたかののブタピエロ | 30 渚のキャッ火ラジオ パーソナリティ：ナ酒渚 | 55 らじおっつ |
| 0 | 00 空気階段の踊り場 | 00 アルコ&ピース D.C.GARAGE | 00 スタンド・バイ・見取り図 | 00 ハライチのターン! | 00 マイナビ Laughter Night パーソナリティ：御手洗菜々 ▽0:30 かが屋の亀の間 |
| 1 | 00 JUNK | 00 JUNK | 00 JUNK | 00 JUNK | 00 JUNK |
| 1 | 伊集院光 深夜の馬鹿力 | 爆笑問題カーボーイ | 山里亮太の不毛な議論 | おぎやはぎのメガネびいき | バナナマンのバナナムーンGOLD |
| 2 | 伊集院光 深夜の馬鹿力 | 爆笑問題カーボーイ | 山里亮太の不毛な議論 | おぎやはぎのメガネびいき | バナナマンのバナナムーンGOLD |
| 3 | 00 CITY CHILL CLUB | 00 CITY CHILL CLUB | 00 CITY CHILL CLUB | 00 CITY CHILL CLUB | 00 CITY CHILL CLUB |
| 4 | 00 CITY CHILL CLUB | 00 CITY CHILL CLUB | 00 CITY CHILL CLUB | 00 CITY CHILL CLUB | 00 CITY CHILL CLUB |

### 土日
| 時                                                   | 土 | 日 |
| ---------------------------------------------------- | --- | --- |
| 5                                                    | 00 TBSニュース・天気予報                                                                                               | 00 TBSニュース・天気予報 |
| 5                                                    | 05 あかさか得得ショッピング                                                                                            | 05 芹ゆう子 お気づきかしら(仮) |
| 5                                                    | 20 エンタメSaturday パーソナリティ：佐々木舞音                                                                         | 15 あかさか得得ショッピング |
| 5                                                    | 30 明治チョコレート効果 presents 新浜レオン 今日も元気にがんばレオン。                                                 | 30 桂宮治「これが宮治でございます」 |
| 6                                                    | 00 土曜朝6時 木梨の会。 パーソナリティ：木梨憲武 アシスタント：近藤夏子、山形純菜、吉村恵里子（週替わり）              | 00 こども音楽コンクール パーソナリティ：日比麻音子 |
| 6                                                    | 00 土曜朝6時 木梨の会。 パーソナリティ：木梨憲武 アシスタント：近藤夏子、山形純菜、吉村恵里子（週替わり）              | 30 小倉・IMALUの○○玉手箱 |
| 6                                                    | 00 土曜朝6時 木梨の会。 パーソナリティ：木梨憲武 アシスタント：近藤夏子、山形純菜、吉村恵里子（週替わり）              | 45 相川圭子 幸せへのメッセージ |
| 6                                                    | 00 土曜朝6時 木梨の会。 パーソナリティ：木梨憲武 アシスタント：近藤夏子、山形純菜、吉村恵里子（週替わり）              | 55 TBSニュース・天気予報 |
| 7                                                    | 00 まとめて!土曜日 パーソナリティ：藤森祥平 アシスタント：北村まあさ ▽8:00 話題のアンテナ 日本全国8時です              | 00 カンニング竹山・神田愛花 100年ラヂオ商会（朝日放送ラジオ）                                                                                                |
| 7                                                    | 00 まとめて!土曜日 パーソナリティ：藤森祥平 アシスタント：北村まあさ ▽8:00 話題のアンテナ 日本全国8時です              | 30 石川實 DAIRY LIFE |
| 8                                                    | 00 まとめて!土曜日 パーソナリティ：藤森祥平 アシスタント：北村まあさ ▽8:00 話題のアンテナ 日本全国8時です              | 00 ONE-J パーソナリティ：本仮屋ユイカ パートナー：JRN加盟局のアナウンサー（第1週 - 第4週、2週交代）、片桐千晶（第5週）                                       |
| 9                                                    | 00 土曜ワイドラジオTOKYO ナイツのちゃきちゃき大放送 パーソナリティ：ナイツ アシスタント：出水麻衣 リポーター：外山恵理 | 00 ONE-J パーソナリティ：本仮屋ユイカ パートナー：JRN加盟局のアナウンサー（第1週 - 第4週、2週交代）、片桐千晶（第5週）                                       |
| 10                                                   | 00 土曜ワイドラジオTOKYO ナイツのちゃきちゃき大放送 パーソナリティ：ナイツ アシスタント：出水麻衣 リポーター：外山恵理 | 00 安住紳一郎の日曜天国 パーソナリティ：安住紳一郎 アシスタント：中澤有美子                                                                                  |
| 11                                                   | 00 土曜ワイドラジオTOKYO ナイツのちゃきちゃき大放送 パーソナリティ：ナイツ アシスタント：出水麻衣 リポーター：外山恵理 | 00 安住紳一郎の日曜天国 パーソナリティ：安住紳一郎 アシスタント：中澤有美子                                                                                  |
| 55 龍角散 presents のどの窓 パーソナリティ：土井敏之 | 00 土曜ワイドラジオTOKYO ナイツのちゃきちゃき大放送 パーソナリティ：ナイツ アシスタント：出水麻衣 リポーター：外山恵理 | |
| 12                                                   | 00 土曜ワイドラジオTOKYO ナイツのちゃきちゃき大放送 パーソナリティ：ナイツ アシスタント：出水麻衣 リポーター：外山恵理 | |
| 00 Angie Radio!!〜夢は口に出せば叶う!〜              | 00 土曜ワイドラジオTOKYO ナイツのちゃきちゃき大放送 パーソナリティ：ナイツ アシスタント：出水麻衣 リポーター：外山恵理 | |
| 45 中野浩一のフリートーク                            | | |
| 56 TBSニュース・交通情報                             | | |
| 13                                                   | 00 井上貴博 土曜日の『あ』 パーソナリティ：井上貴博 アシスタント：犬山紙子                                             | 00 爆笑問題の日曜サンデー パーソナリティ：爆笑問題 アシスタント：山本恵里伽（第1週 - 第4週）、外山惠理（第5週） ▽16:40 中嶋常幸のティーグラウンドへようこそ! |
| 14                                                   | 00 井上貴博 土曜日の『あ』 パーソナリティ：井上貴博 アシスタント：犬山紙子                                             | 00 爆笑問題の日曜サンデー パーソナリティ：爆笑問題 アシスタント：山本恵里伽（第1週 - 第4週）、外山惠理（第5週） ▽16:40 中嶋常幸のティーグラウンドへようこそ! |
| 15                                                   | 00 ドン・キホーテ presents テリー伊藤 昭和モーレツ天国                                                                 | 00 爆笑問題の日曜サンデー パーソナリティ：爆笑問題 アシスタント：山本恵里伽（第1週 - 第4週）、外山惠理（第5週） ▽16:40 中嶋常幸のティーグラウンドへようこそ! |
| 15                                                   | 25 立飛グループpresents 東京042〜多摩もりあげ宣言〜 パーソナリティ：土屋礼央、林家つる子                               | 00 爆笑問題の日曜サンデー パーソナリティ：爆笑問題 アシスタント：山本恵里伽（第1週 - 第4週）、外山惠理（第5週） ▽16:40 中嶋常幸のティーグラウンドへようこそ! |
| 15                                                   | 55 TBSニュース | 00 爆笑問題の日曜サンデー パーソナリティ：爆笑問題 アシスタント：山本恵里伽（第1週 - 第4週）、外山惠理（第5週） ▽16:40 中嶋常幸のティーグラウンドへようこそ! |
| 16                                                   | 00 Nissho presents 渡部絵美の住まいるハウス                                                                            | 00 爆笑問題の日曜サンデー パーソナリティ：爆笑問題 アシスタント：山本恵里伽（第1週 - 第4週）、外山惠理（第5週） ▽16:40 中嶋常幸のティーグラウンドへようこそ! |
| 16                                                   | 30 工具大好き パーソナリティ：高野倉匡人、川瀬良子                                                                     | 00 爆笑問題の日曜サンデー パーソナリティ：爆笑問題 アシスタント：山本恵里伽（第1週 - 第4週）、外山惠理（第5週） ▽16:40 中嶋常幸のティーグラウンドへようこそ! |
| 17                                                   | 00 room no.1007 | 00 コシノジュンコ MASACA |
| 17                                                   | 30 UP GAREGE presents GARAGE HERO's 〜愛車のこだわり〜 パーソナリティ：安東弘樹                                        | 30 竹中直人〜月夜の蟹〜 |
| 18                                                   | 00 杉本琢弥のVAVAVA | 00 宮舘涼太のロイヤルサロン |
| 18                                                   | 30 ガスワン presents 田中みな実 あったかタイム                                                                         | 30 自転車協会 presents ミラクル・サイクル・ライフ パーソナリティ：石井正則、疋田智                                                                           |
| 19                                                   | 00 丹生明里 HAPPY CARAVAN                                                                                              | 00 イースト駅前クリニック presents 川島明のねごと |
| 19                                                   | 30 サステバ パーソナリティ：小泉今日子、大石英司、上村彩子                                                             | 00 イースト駅前クリニック presents 川島明のねごと |
| 20                                                   | 00 リンレイ presents 三丁目バス停前の珈琲店～金沢雅美と家族のかたち～                                                  | 00 稲村亜美と司法書士 |
| 20                                                   | 30 Sky presents こちらQuizKnock放送部（朝日放送ラジオ）                                                                | 30 TBSニュース |
| 20                                                   | 30 Sky presents こちらQuizKnock放送部（朝日放送ラジオ）                                                                | 35 五等分の花嫁 カードゲーム presents ラジオ「五等分の花嫁*」                                                                                                |
| 21                                                   | 00 藤田ニコルのニコニチ                                                                                                | 00 Sky presents 中村七之助のラジのすけ（朝日放送ラジオ） |
| 21                                                   | 30 飯沼愛の「明日、恋するために…」                                                                                     | 30 嶌信彦 人生百景「志の人たち」 |
| 21                                                   | 45 エンタメ満載! ここだけの話 パーソナリティ：山内あゆ、小沢光葵                                                       | 30 嶌信彦 人生百景「志の人たち」 |
| 22                                                   | 00 TALK ABOUT パーソナリティ：KAIRYU（MAZZEL）、ねお                                                                   | 00 井上芳雄 by MYSELF |
| 22                                                   | 00 TALK ABOUT パーソナリティ：KAIRYU（MAZZEL）、ねお                                                                   | 30 今晩は 吉永小百合です |
| 23                                                   | 00 TALK ABOUT パーソナリティ：KAIRYU（MAZZEL）、ねお                                                                   | 00 松本隆 風街ラヂオ |
| 23                                                   | 30 Sky presents 藤原竜也のラジオ（朝日放送ラジオ）                                                                     | 30 鈴木聖奈 LIFE LAB～○○のおじ様たち～ |
| 0                                                    | 00 俺達には土曜日しかない パーソナリティ：綾小路翔                                                                     | 00 林原めぐみのTokyo Boogie Night |
| 0                                                    | 00 俺達には土曜日しかない パーソナリティ：綾小路翔                                                                     | 30 ROCK ENTERTAINMENT 高見沢俊彦のロックばん |
| 1                                                    | 00 東京ポッド許可局 パーソナリティ：サンキュータツオ、プチ鹿島、マキタスポーツ                                         | 00 放送休止 （偶数月 第4週のみ） 文化系トークラジオ Life 〜社会時評&サブカルチャー パーソナリティ：鈴木謙介                                                  |
| 2                                                    | 00 脳盗 パーソナリティ：TaiTan（Dos Monos）、玉置周啓（MONO NO AWARE）                                                 | 00 放送休止 （偶数月 第4週のみ） 文化系トークラジオ Life 〜社会時評&サブカルチャー パーソナリティ：鈴木謙介                                                  |
| 3                                                    | 00 さらば青春の光がTaダ、Baカ、Saワギ パーソナリティ：さらば青春の光                                                   | 00 放送休止 （偶数月 第4週のみ） 文化系トークラジオ Life 〜社会時評&サブカルチャー パーソナリティ：鈴木謙介                                                  |
| 3                                                    | 30 ねむチキ パーソナリティ：コロコロチキチキペッパーズ                                                                 | 00 放送休止 （偶数月 第4週のみ） 文化系トークラジオ Life 〜社会時評&サブカルチャー パーソナリティ：鈴木謙介                                                  |
| 4                                                    | 00 Music Palette♪ パーソナリティ：宮崎由加                                                                             | 00 にゅーとぴ♪ パーソナリティ：おかゆ |

## 裏送り番組
- プロ野球・横浜DeNAベイスターズ主催ゲーム中継[注 10]
  - JRNナイター[注 11]
- ウィークエンドネットワーク

## 放送を終了した番組

### 平日
平日明け方
- はやおき倶楽部（5:00 - 5:30）
- 三菱ふそう全国縦断 ひろし・あきらの朝ですよ〜!（1977年1月3日 - 1978年3月31日）
- 三菱ふそう日本縦断 あきら・しげるのモーニングダッシュ!（1978年4月3日 - 9月29日、5:30 - 6:30）
- 三菱ふそう全国縦断・榎さんのおはようさん〜!（1978年10月2日 - 1998年4月3日、5:30 - 6:30）
  - 起き抜け一番!榎さんのニュース&ミュージック（1990年4月9日 - 1998年4月3日、5:00 - 5:30）

- 生島ヒロシのおはよう一直線（1998年4月6日 - 2025年3月31日、5:30 - 6:30）
  - 生島ヒロシのおはよう定食（1998年4月6日 - 2025年3月31日、5:00 - 5:30）

平日朝
- かつ江と悠里の朝風呂問答（1978年4月4日 - 1983年3月31日、6:30 - 6:35）
- 雪印乳業世界のマーチ（日本鋼管提供の時代もあり）（1974年4月8日 - 1981年10月2日、6:35 - 6:45）
- ワールド・トゥデイ（1988年10月 - 1990年3月、6:00 - 6:30）
- 鈴木くんのこんがりトースト（1985年4月8日 - 1990年4月6日、6:30 - 8:30）
- おはよう東京（1965年4月26日 - 1966年4月9日、7:30 - 8:00・8:30 - 9:00）
- サラリーマンニュースショー 朝のファンファーレ
- おはよう片山竜二です（1970年4月13日 - 1976年4月2日、月曜 - 土曜 7:30 - 9:00→月曜 - 土曜7:30 - 9:15→月曜 - 金曜7:30 - 9:15→月曜 - 金曜 7:40 - 9:15）
- おはよう利根川裕です（1976年4月5日 - 1977年9月30日、7:40 - 9:15）
- おはよう土居まさるです（1977年10月3日 - 1981年10月2日、7:40 - 9:15）
  - The Radio お元気ですか土居まさるです（1981年10月5日 - 1983年4月7日、8:00 - 11:00）
  - 8時です 土居まさるです（1983年4月10日 - 1985年4月5日、8:00 - 9:00）

平日昼前
- チャッカリ夫人とウッカリ夫人（1951年12月25日 - 1964年10月3日、9:00 - 9:15）
- 秋山ちえ子の談話室（1957年9月2日 - 2002年10月4日）
- 永六輔の誰かとどこかで（1967年1月2日 - 2013年9月27日）
- ズバリ快答!テレフォン身の上相談（1970年4月5日 - 2012年3月30日）
- 歌のターミナル→歌謡スターうわさの花かご→青島・フーコの天下のジョッキー（1970年 - 1981年）
- こんちワ近石真介です（1971年10月4日 - 1980年10月3日、月曜 - 土曜 9:15 - 11:05→月曜 - 金曜 9:15 - 11:05・1983年4月11日 - 1985年4月4日、9:00 - 11:40）
- うきうきワイド こんにちワ神谷明です（1980年10月6日 - 1981年10月2日、9:15 - 11:05）
- スーパーワイドぴいぷる（1985年4月8日 - 1986年4月4日、8:30 - 16:00）
- 大沢悠里のゆうゆうワイド（1986年4月7日 - 2016年4月8日、8:30 - 12:00→8:30 - 13:00）
  - 味の素 ハート・オブ・ポップス（1986年4月7日 - 2009年10月2日）
  - 大沢悠里のにっぽん元気カンパニー（2005年10月 - 2008年3月）

- 伊集院光とらじおと（2016年4月11日 - 2022年3月24日、月曜 - 木曜 8:30 - 11:00）

平日昼過ぎ
- 榎さんのお昼だよ〜!（1972年4月10日 - 1978年9月29日、12:00 - 13:30）
- 小沢昭一の小沢昭一的こころ（1973年1月8日 - 2012年12月14日）
- 砂川啓介の耳コミランチタイム（1978年10月2日 - 1979年10月6日、12:15 - 13:00）
- 小島一慶の耳コミランチタイムぴいぷる（1979年10月9日 - 1982年4月2日、12:15 - 13:00）
- 歌謡ワイド昼一番（1982年4月5日 - 1985年4月4日、12:15 - 13:00）
- ロンペーのときめきランチタイム（1986年4月 - 1987年9月、12:15 - 12:45）
- お昼にしましょう!（1987年10月 - 1992年3月、12:00 - 13:00）
- おまたせ一慶まっぴるま!（1992年4月 - 1996年3月、12:00 - 13:00）
- 私のラジオ（13:10 - 14:00）
- 暮らしのダイヤル（14:10 - 15:00）
- 女性ジャーナル（1958年5月22日 - 1964年7月11日、15:10 - 16:00）
- オーナー（1964年7月13日 - 1966年10月1日、月曜 - 土曜 13:00 - 18:00）
- TBS 950街をゆく（ - 1970年10月2日、15:00 - 16:30）
- TBS それ行け!歌謡曲（1970年10月5日 - 1979年4月6日、13:30 - 16:30→12:00 - 16:30→13:30 - 16:30→13:00 - 16:30）
- 大沢悠里ののんびりワイド（1979年4月9日 - 1983年9月29日、13:00 - 16:30→13:00 - 16:00）
- 大沢悠里のがんばってますかー!昼はまるごと歌謡曲（1983年10月3日 - 1985年4月2日、月曜 - 木曜13:00 - 16:00）
- 純情ワイド 一慶の歌謡大放送（1986年4月7日 - 1987年10月9日、13:00 - 16:00）
- 生島ヒロシ いきいき大放送（1987年10月12日  - 1988年12月30日、13:00 - 15:55→13:00 - 15:50） ※金曜日は三遊亭小遊三
- タケロー幸せ気分で（1989年1月4日 - 1990年4月6日、13:00 - 15:45）
- それゆけ洋七元気丸!（1990年4月10日 - 1991年3月29日、13:00 - 16:00）
- 気になるワイド 鈴木順のまんなかラジオ（1991年4月1日 - 1992年10月2日、13:00 - 16:00）
- 関谷浩至と花の東京応援団!（1992年10月5日 - 1993年10月1日、13:00 - 16:00） ※金曜日は佐藤正宏
- 林美雄アフタヌーン 〜オーレ!チンタラ歌謡族（1993年10月4日 - 1994年9月30日、13:00 - 16:00）
  - ダントツ林の午後はどーんとマインド!（1994年10月4日 - 1995年10月6日、13:00 - 16:00）

- 日本列島ほっと通信（1993年10月4日 - 2012年3月30日）
- 北野誠の大胆!ヒルマーノ（1995年10月9日 - 1997年4月4日、13:00 - 16:00） ※金曜日は渡辺正行
- 中村雅俊マイ・ホームページ（1996年10月 - 2009年4月）
- 北野誠の突撃ラジオ（1997年4月7日 - 12月、13:00 - 16:00）
- 松崎菊也のいかがなものか!?（1998年1月5日 - 1999年5月7日、13:00 - 16:00）
- 新世紀ラジオ 歌え! ドンキホーテ（1999年5月10日 - 2000年3月31日、13:00 - 15:30）
- 松尾雄治のピテカンワイド（2000年4月3日 - 2001年9月28日、13:00 - 15:30）
- ストリーム（2001年10月1日 - 2009年3月27日、13:00 - 15:30）
- 小島慶子 キラ☆キラ（2009年3月30日 - 2012年3月30日、13:00 - 15:30）
- たまむすび（2012年4月2日 - 2023年3月31日）
- 朗読のミカタ（2022年9月26日 - 2023年3月30日）

平日夕方
- 東京ダイヤル（1957年4月1日 - 1959年12月26日・1971年11月1日 - 1973年4月13日）
- おつかれさま5時です（1973年4月16日 - 1983年4月8日、17:00 - 18:00）
  - 若山弦蔵の東京ダイヤル954（1983年4月11日 - 1995年4月7日、16:30 - 17:45→16:30 - 18:00）

- 三菱ドライバーズスペシャル（1973年10月 - 1974年3月）
- 三菱ドライビングポップス（1970年10月 - 1996年3月）
- 荒川強啓 デイ・キャッチ!（1995年4月10日 - 2019年3月29日、16:30 - 18:00→16:00 - 18:00→15:30 - 18:00→15:30 - 17:50→15:30 - 17:46→15:30 - 17:50）
- ACTION（2019年4月1日 - 2020年9月25日、15:30 - 17:30）

平日夜（ナイターオフ）
- 山田二郎 ワイドで勝負!90分（1975年10月 - 1976年3月・1976年10月 - 1977年3月、18:30 - 20:00）
- 二郎で勝負 連続ヒット90分（1977年10月 - 1978年3月30日、18:30 - 20:00）
- モンスターワイド 高松しげおのトンデモ100分!（1978年10月 - 1979年3月、18:20 - 20:00）
- ザ・ヒットパレード（1979年10月8日 - 2000年3月24日）
- e-NITE（2000年10月3日 - 2003年9月）
- mix（2003年10月 - 2005年9月）
- ザ・チャノミバ Tea for us.（2004年4月4日 - 2005年3月29日）
- ブジオ!（2005年10月 - 2006年3月、20:00 - 21:00）
- おとなの時間割（2004年10月4日 - 2005年3月25日、2005年10月3日 - 2006年3月、21:00 - 22:00）
  - 所さんのブクブクゴシゴシ!（2004年10月4日 - 2007年3月26日、月曜 21:00 - 22:00）
  - 弁護士・丸山和也の正義のミカタ!（2005年10月 - 2006年3月、火曜 21:00 - 22:00）
  - ウンナンタイム（2004年10月8日 - 2007年3月29日）
  - 談志の遺言（2005年10月6日 - 2006年3月30日・2006年10月3日 - 2007年3月27日）

- あべこうじのポッドキャスト番長 （2006年10月2日 - 2007年3月29日、19:00 - 21:00）
- 優香 やさしい時間（2011年10月4日 - 12月30日、火曜 - 金曜 17:50 - 17:55）
- ザ・トップ5（2011年10月4日 - 2012年3月30日）
  - ザ・トップ5〜リターンズ（2012年10月2日 - 2013年3月28日）
  - ザ・トップ5（シーズン3）（2013年10月1日 - 2014年3月27日）
  - ザ・トップ5（シーズン4）（2014年9月30日 - 2015年3月25日）
  - ザ・トップ5（シーズン5）（2015年9月28日 - 2016年3月23日）

- Wanted!!（2012年10月2日 - 2013年3月29日、火曜 - 金曜 20:00 - 22:00）
- MUSIC 24/7（2013年10月1日 - 2014年3月28日、火曜 - 金曜 20:00 - 22:00）
- OLERA（2014年9月30日 - 2015年3月27日、火曜 - 金曜 20:00 - 22:00）
- SOUND AVENUE 905（2015年9月29日 - 2016年3月24日、火曜 - 金曜 21:00 - 22:00）
- TOKYO JUKEBOX（2016年9月27日 - 2017年3月24日、火曜 - 金曜 17:50 - 22:00）
- THE FROGMAN SHOW A.I.共存ラジオ好奇心家族（2017年10月3日 - 2018年3月30日、火曜 - 金曜 18:00 - 22:00）
- TOMAS presents High School a Go Go!!（月曜 21:00 - 21:30、2017年11月9日 - 2023年3月21日）
- 東京上野クリニック presents 成瀬心美ぷるるんhoneyトラップ（2018年4月7日 - 2023年3月21日）

平日夜（22時 - 0時）
- ミッドナイト・ストリート（1959年7月24日 - 1964年、23:45 - 0:15）
- 夜のバラード（1966年6月20日 - 1971年9月30日、22:40 - 23:00）
- ラジオでこんばんわ（1974年4月15日 - 1976年4月2日、23:00 - 25:00→22:00 - 25:00）
- 小島一慶・林美雄→生島ヒロシ→春風亭小朝・山本雄二→松宮一彦 夜はともだち（1976年4月5日 - 1978年3月31日）
- るんるんナイト・松宮一彦 ワォ!（1982年10月4日 - 1983年10月7日、21:00 - 23:40）
- エド山口のまんてんワイド（1983年10月10日 - 1984年10月5日、21:00 - 24:00）
- 進め!おもしろバホバホ隊（1984年10月8日 - 1986年10月3日、21:00 - 24:00→21:00 - 23:45→21:00 - 23:30）
- ハローナイト（1986年10月6日 - 1989年4月7日、21:00 - 23:30→21:00 - 23:00）
- お待たせトドメのベストテン → パルパル・パーティー ホットヒット情報局（23:00 - 23:30）
- 杉山清貴のロッテリア・サウンドウェーブ（1986年 - 1989年4月、23:30 - 23:45）
- 胸キュン通信・今週のアイドル（23:45 - 24:00）
- ロンペーの夜に乾杯!（1989年4月10日 - 10月6日、21:00 - 23:00）
- 好奇心の大統領（1989年10月9日 - 1990年10月5日、22:00 - 22:55）
- POP SMAP（1989年4月 - 、23:00 - 23:10→金曜 21:25 - 21:55）
- ポップン・ルージュ（1989年4月10日 - 1990年10月5日、23:10 - 24:00→23:15 - 23:30）
- 岸谷五朗の東京RADIO CLUB（1990年10月8日 - 1994年9月30日、22:00 - 1:00→22:00 - 24:00）
- 恋する電リクBINGO BONGO（1994年10月3日 - 1995年9月29日）
- 宮川賢の誰なんだお前は?!（1995年10月9日 - 1998年10月2日、21:00 - 22:55→22:00 - 23:55→21:30 - 23:30→22:00 - 23:55）
- BATTLE TALK RADIO アクセス（1998年10月5日 - 2010年4月2日、22:00 - 23:30→22:00 - 23:40→22:00 - 24:00→22:00 - 23:55）
- ニュース探究ラジオ Dig（2010年4月5日 - 2013年3月29日、22:00 - 0:50→22:00 - 23:55）
- La'cryma Christi Love Parade
- ラジオドラマ『三国志』（原作・北方謙三）
- 講談社 ラジオブックス（2000年1月3日 - 2009年3月27日、23:40 - 23:55）
- 優香 明日へSwitch!（2009年10月 - 2011年9月30日、23:55 - 24:00)
- 朗読・斎藤工 深夜特急 オン・ザ・ロード（2023年4月3日 - 2024年1月31日、23:30 - 23:55）

平日深夜（0時 - 1時）
- 今夜もあなたと（0:30 - 0:30）
- 5スイート・キャッツ（1976年4月 - 1977年9月、0:00 - 1:00）
- ミッドナイトプレスクラブ（1974年10月8日 - 1980年10月4日）
- ナイトナイトジョッキー
- エミ子の長いつきあい（1974年10月7日 - 1982年10月1日）
- SONY BCL-JOCKEY（1973年10月 - 1977年12月、0:45 - 1:00→0:50 - 1:00）
- ロッキング・タイム
- 夜のロマン劇場
- NISSANミッドナイトステーション（1980年10月 - 1986年9月）
  - ザ・欽グルスショー（1983年10月4日 - 1985年10月4日）
  - そこのけ!電リク ザ・ベスト10（1983年4月12日 - 1983年9月、0:00 - 1:00）
  - SURF&SNOW（1985年10月7日 - 1996年10月6日）

- ファンタジーワールド（1995年10月 - 1997年10月3日、0:00 - 1:00→0:30 - 1:30）
- クラブエッジ
- お嬢様の夜ふかし（1998年10月8日 - 1999年9月29日）
- 平日24時台前半（1999年4月 - 2000年3月、0:00 - 0:30）
  - インディーズ・ストリート（月曜）
  - 326・ボクラジオ（火曜）
  - Hysteric Blue P.O.T れいでぃお（水曜）
  - PIERROT BRAIN STORM（木曜）

- 平日24時台後半（1999年4月 - 2000年9月、0:30 - 1:00）
  - 有限会社桃太郎商店（月曜）
  - Onlyセンチメンタルナイト2（1998年4月7日 - 1998年9月29日、火曜）
  - ラジオ・アニメどんぶり（1998年10月7日 - 2003年9月28日、水曜、後に週末深夜へ移動）
  - ラジオ最遊記 〜笑ってSO-ICHIRO〜（木曜）

- 志村けん・中山秀征の「い〜んでないの?!」（1999年10月8日 - 2002年3月25日）
- キャンパスネット24（2000年4月3日 - 9月29日、0:00 - 0:30）
- Be@t B@by!!（2000年10月 - 2002年3月、0:00 - 1:00）→0時台 JUNK（2002年4月1日  - 2003年9月26日、0:00 - 1:00）
  - 今井絵理子 HOT LINK（月曜深夜・2000年10月2日 - 2003年3月24日）
  - 月曜JUNK 中川家のネコ電（月曜深夜・2003年4月 - 9月）
  - タンポポ編集部 OH-SO-RO!（火曜深夜・2000年10月 - 2003年9月）
  - DA PUMP ON THE RADIO〜sound freak show〜（水曜深夜・2000年10月 - 2003年9月）
  - 19 プラスONE（木曜深夜・2000年10月 - 2002年3月）
  - THE★SCANTY シンデレラタイムオーバー（木曜深夜・2002年4月 - 2003年3月）
  - チン☆パラの出没! ハモのはし〜僕たちしたいんです〜（木曜深夜・2003年4月3日 - 9月25日）
  - YOSHIKI presents Vide Extasy（金曜深夜・2000年10月 - 2001年9月）
  - ゴスペラーズ 真夜中のコーラス（金曜深夜・2001年10月 - 2003年9月26日）

- 夜な夜なニュースいぢり X-Radio バツラジ（2003年9月29日 - 2008年9月25日、0:00 - 1:00。金曜日は2005年3月まで）
- JUNK ZERO（2008年9月29日 - 2010年4月2日、0:00 - 1:00）
  - ケンドーコバヤシのテメオコ（2008年10月2日 - 2010年4月1日）
  - 城島茂のどっち派?!（2005年4月8日 - 2010年4月2日）

- 後藤麻衣の心配ないさぁ〜!!（2010年4月5日 - 10月1日。文化放送→アール・エフ・ラジオ日本に移動）
- 村上萌のCutie Party（2010年10月4日 - 12月30日、0:50 - 1:00）
- トータルテンボスのJUNKの前に聴きたまえ!（2011年1月3日 - 7月1日、0:50 - 1:00）
- サンドウィッチマンの10分もらえたぜ!（2011年7月4日 - 2012年3月30日、0:50 - 1:00）
- LINDA!〜今夜はあなたをねらい撃ち〜（2012年4月2日 - 2013年3月28日、0:00 - 1:00）
- うしろシティ 星のギガボディ（2016年9月29日 - 2021年3月25日、木曜 0:00 - 1:00）
- 24時のハコ（2021年4月1日 - 2022年3月24日、木曜 0:00 - 1:00）
- ほら!ここがオズワルドさんち!（2022年4月 - 2024年3月28日、木曜 0:00 - 1:00）
- サスペンダーズの馬場歩き（2023年4月7日 - 2024年3月30日、土曜 0:30 - 1:00）

平日深夜（1時台）
- パックインミュージック（1967年7月31日 - 1982年7月31日、0:30 - 5:00→1:00 - 5:00→1:00 - 3:00）
  - パックインミュージック21（1992年4月6日 - 1993年10月1日、0:00 - 3:00）

- サウンド・ストームDjango（1982年8月3日 - 1983年4月2日、1:00 - 3:00）
- 体験ラジオAチャンネル（1983年4月5日 - 10月8日、1:00 - 3:00）
- 今夜もセレナーデ（1983年10月11日 - 1984年10月5日、1:00 - 3:00）
- スーパーギャング（1984年10月9日 - 1992年4月3日、1:00 - 3:00）
- シンデレラドリーム ミッドナイト☆パーティー（1993年10月4日 - 1995年10月6日、0:00 - 3:00）
- UP'S〜Ultra Performer'S radio〜（1995年10月10日 - 2000年4月1日、1:00 - 3:00→1:30 - 3:00→1:00 - 3:00）
- 鴻上尚史の博愛ライダー（2001年4月5日 - 2002年3月、1:00 - 3:00）
- JUNK
  - 極楽とんぼの吠え魂（2000年10月6日 - 2006年7月21日）
  - さまぁ〜ずの逆にアレだろ（2002年4月4日 - 2004年3月25日）
  - オセロ中島の黒真珠夫人（2004年4月1日 - 2005年3月31日）
  - 雨上がり決死隊べしゃりブリンッ!（2002年4月7日 - 2010年3月31日）
  - アンタッチャブルのシカゴマンゴ（2005年4月7日 - 2010年4月1日）
  - JUNK 交流戦スペシャル（2006年7月28日 - 9月29日）
  - 加藤浩次の吠え魂（2007年4月6日 - 2010年4月2日）

平日深夜（3時台）
- いすゞ歌うヘッドライト〜コックピットのあなたへ〜（1974年9月3日 - 2001年9月29日、3:00 - 5:00→4:00 - 5:00）
- Ride on music!（1998年10月6日 - 2002年3月29日、3:00 - 4:00）
- B-JUNK（2002年4月1日 - 2005年4月1日、3:00 - 4:00）
- JUNK2（2005年4月5日 - 2008年9月26日、3:00 - 4:00）
  - スピードワゴンのキャラメル on the beach（2002年10月10日 - 2007年3月28日）
  - 陣内智則のひとり番長（2005年4月3日 - 2006年3月29日）
  - 原口・はなわの角っ歯!（2005年4月8日 - 2006年3月31日）
  - 波田陽区の中までテキーラ!（2005年4月6日 - 2006年9月26日）
  - 笑い飯のトランジスタラジオくん（2006年4月5日 - 2007年3月27日）
  - カンニング竹山 生はダメラジオ（2006年4月6日 - 2008年9月25日）
  - タカアンドトシのケチャケチャラジオ（2006年10月3日 - 2008年9月23日）

- OTTAVA con brio（2008年9月29日 - 2010年4月2日、3:00 - 4:00。OTTAVAでは放送中）
- あなたへモーニングコール（2001年10月2日 - 2013年3月31日、4:00 - 5:00）
- ミュージックナビ〜昨日と今日との交差点〜（2010年4月6日 - 2015年3月28日、3:00 - 4:00）
- ラジオ・パープル（2013年4月1日 - 2015年3月30日、4:00 - 5:00）
- Fine!!（2015年3月31日 - 2020年9月26日、3:00 - 5:00）

その他
- しあわせ見つけた（1973年4月 - 1985年3月）
- ニュースハイライト
- 渥美清のドン・キホーテ
- 古今東西! 浜村淳（1998年4月 - 2000年3月、月曜19:00 - 20:20→20:00 - 21:20）
- スポーツBOMBER!（2000年4月 - 2005年3月）
  - スポーツCONG!（ - 2000年3月）

- ドライバーズ・リクエスト（2003年4月7日 - 2021年9月24日）
- 山本圭壱の道楽野球〜いつでもフルスイング〜（2005年4月 - 2005年9月）
- 初田啓介の激アツ!エキサイトベースボール!（2005年10月3日 - 2006年3月30日）
- 1億2000万人の金庫番（2005年10月 - 2007年3月）
- トーシン PRESENTS 不死鳥伝説（2007年4月2日 - 9月24日、月曜 18:15 - 18:25）
- トヨタプレゼンツ 秋元康のドラマティックドライブ〜いつも誰かと〜（2006年10月19日 - 2008年9月22日）
- ビビる大木のSPORTS☆STAR!!（2007年4月2日 - 2008年3月24日）
- こちら山中デスクです（2007年4月2日 - 2009年3月23日）
- JOMO あの人の物語（2004年4月 - 2009年3月30日）
- グリグリ 〜goody goody〜（2008年3月31日 - 2009年3月30日）
- Kakiiin（2007年10月2日 - 2008年3月28日、2008年9月30日 - 2015年3月23日）
- 友近のこんなの初めて（2010年5月17日 - 7月26日）
- 角田信朗 〜傾いて候〜 よっしゃあ!（2011年1月31日 - 2012年2月20日）
- 伸太郎の“A PLACE IN THE SUN”（2012年4月2日 - 9月24日、月曜 20:50 - 21:00）
- 成瀬心美のもうすぐオトナ時間（2012年10月2日 - 2013年3月25日、月曜 20:30 - 21:00）
- アンタッチャブル柴田と神咲詩織のいい加減、オトナになれよっ!（2013年4月1日 - 6月24日）
- チェリッシュ うたものがたり（2013年4月1日 - 2014年12月29日）
- アンタッチャブル柴田のBINGO!（2013年7月1日 - 9月23日）
- 片岡鶴太郎 わいわいワイン（2014年10月7日 - 2015年9月21日）
- 住友生命 Presents 浅田真央のにっぽんスマイル（2015年3月2日 - 6月29日）
  - 住友生命 Presents 浅田舞のマイYOUNG JAPAN ACTION（2015年7月6日 - 2016年3月21日）

- 小森谷徹 Mr.COMPASS（2015年3月30日 - 9月21日、月曜 18:00 - 19:30）
- 六輔七転八倒九十分（2015年9月28日 -2016年6月27日、月曜 18:00 - 19:30）
- 松尾雄治 明日へのトライ!
- 夢発信ラジオ「学スタ」〜夢への一歩、スタートしよう〜（2016年3月28日 - 9月19日）
- いち・にの三太郎〜赤坂月曜宵の口（2016年7月4日 - 2017年3月27日、月曜18:00 - 19:30）
- 都市型生活情報ラジオ 興味R（2017年4月3日 - 2018年3月26日、月曜 18:00 - 19:15）
- ドランクドラゴン鈴木拓宅（2016年10月2日 - 2018年9月25日）
- SOLIDEMO CLUB 8（2016年4月3日 - 2018年9月27日）
- 東貴博のドンといこうぜ!（2019年4月3日 - 9月25日）
- ハライチ岩井勇気のアニニャン!（2018年4月3日 - 2020年3月24日）
- 教えて先生! 関節や背骨のお悩み相談
- TBS知育教育ラジオ オヤノココロコシラジ
- 純烈とチョコっとヘルシートーク
- D4DJ presents Peaky P-keyの最頂点Mix
- ラジオワールド

### 金曜日
金曜午前
- 有馬隼人とらじおと山瀬まみと（2016年4月15日 - 2020年9月25日、8:30 - 11:00）

金曜午後
- バズーカ山寺のうたきんダイナマイト（1997年4月11日 - 12月、13:00 - 16:00）
- 伊集院光の週末TSUTAYAに行ってこれ借りよう!（2012年4月6日 - 2016年9月23日、15:00 - 15:20）

金曜夜
- 柳瀬博一・Terminal（2011年10月14日 - 2012年3月23日、18:00 - 20:00）
- AI時代のラジオ 好奇心プラス（2018年4月6日 - 2019年3月29日、21:00 - 22:00）
- 宇賀なつみ BATON（2019年4月12日 - 2019年9月27日、21:00 - 21:30）

金曜深夜
- 志村けんの夜の虫（2012年11月16日 - 2014年3月28日、0:00 - 1:00）
- 真空ジェシカのラジオ父ちゃん（2020年4月3日 - 2021年3月26日、0:30 - 1:00）
- アーチストマガジン〜週刊ファンハウス（1984年4月 - 1985年7月1日、1:00 - 3:00）

### 土曜日
土曜明け方
- ハリキリサタデー
- 山加朱美のラブラブジョッキー
- 浦口直樹の土曜が1番（1997年4月 - 、5:00 - 6:00）
- 浦口直樹の土曜も元気（5:00 - 6:00）
- 生島ヒロシのサタデー・一直線（2012年10月6日 - 2019年3月30日、5:05 - 6:00）

土曜朝
- 土曜日です おはよう大沢悠里です（1972年4月15日 - 1979年3月31日、6:00 - 9:05）
- 山田二郎の土曜だワッショイ!（1979年4月7日 - 1988年4月9日、6:30 - 9:05）
- 中村尚登 ニュースプラザ（1988年4月16日 - 2008年9月27日）
- 土曜朝イチエンタ。堀尾正明+PLUS!（2008年10月4日 - 2017年3月25日）

土曜昼前
- 永六輔の土曜ワイドラジオTokyo（1970年5月16日 - 1975年3月29日）
- 三國一朗の土曜ワイドラジオTokyo（1975年3月29日 - 1978年3月25日、9:05 - 17:00）
- 土曜ワイドラジオTOKYO（1978年4月8日 - 1985年3月30日、9:05 - 17:00→9:00 - 17:00→9:00 - 16:45→9:00 - 16:30。久米宏）
- 毒蝮三太夫の土曜ワイド商売繁盛（1985年4月6日 - 1988年4月9日、9:00 - 13:00→9:00 - 11:00）
- 土曜ワイドハッピーTOKYO（1988年4月16日 - 1991年4月6日、9:00 - 14:00→8:30 - 14:00）
- 土曜ワイドラジオTOKYO 永六輔その新世界（1991年4月13日 - 2015年9月26日、8:30 - 14:00→8:30 - 13:00）
- 土曜電リク 青春リターンマッチ（11:05 - 12:00）

土曜昼過ぎ
- 森末慎二の土曜は満点!（1986年10月11日 - 1988年4月2日、12:00 - 14:00）
- TBS紅白10大歌手ベストテン!（13:00 - 14:55）
- タモリで失敬!（1986年4月12日 - 1990年4月7日、14:00 - 15:55）
- 上岡龍太郎のサタデー・ぴぷ!（1990年4月14日 - 1995年4月8日、14:00 - 15:55→14:00 - 15:50）
- 小島嵩弘 BALI BALI カウントダウンDJ（14:00 - 16:00）
- MITSUBISHI MOTORS BEAT NAVIGATION MEET THE BLITZ（1996年4月 - 、14:00 - 16:00）
- MITSUBISHI MOTORS SPECIAL 赤坂泰彦・TALK 2 TALK（1997年4月5日 - 1998年4月4日、14:00 - 15:00）
- 清水圭のスポーツKONG!（14:00 - 16:00）
- 小堺一機のサタデーウィズ（2000年4月8日 - 2006年9月30日、13:00 - 15:30→13:00 - 15:00）
- 久米宏 ラジオなんですけど（2006年10月7日 - 2020年6月27日、13:00 - 14:55）
- 週末ノオト（2020年7月4日 - 2022年3月26日、13:00 - 14:55）

土曜夕方
- 武方直己サタデーGOGO!（15:00 - 16:00→14:00 - 15:00）
- サタデー大人天国! 宮川賢のパカパカ90分!!（2001年4月7日 - 2003年9月27日、15:30 - 16:55）
- サタデー大人天国! 宮川賢のパカパカ行進曲!!（2003年10月4日 - 2016年4月2日、15:00 - 16:50）
- 大沢悠里のゆうゆうワイド土曜日版（2016年4月9日 - 2022年3月26日、15:00 - 17:00）
- サントリー・パラダイス天国〜田代と遊ぼう〜（16:00 - 17:00）
- すいすいサタデー
- かんぽサウンドレター〜草野仁のご一緒しませんか〜
- 筑紫哲也のニュースジョッキー
- 高橋進の土曜夕刊TBS（1993年4月 - 1995年3月、16:00 - 18:00→15:50 - 18:00）
- 郁恵のフレッシュミュージック（1978年10月7日 - 1979年10月6日、17:00 - 17:30）
- ジェミニ・ミュージックパートナー（1979年10月13日 - 1986年3月29日、石野真子、三原順子、本田美奈子）
  - 真子のワンダーランド（1979年10月13日 - 1981年4月4日、17:00 - 17:30）
  - 三原順子ファンタジーロード（1981年4月11日 - 1983年10月8日、17:00 - 17:30→16:45 - 17:15）
  - ときめいて美奈子（1985年10月12日 - 1986年3月29日、18:30 - 19:00）

- ムッシュかまやつ 青春交差店（17:00 - 17:15）
- TOYOTA Presents 高樹千佳子のハイブリッドな週末（2009年5月2日 - 2011年4月2日、17:00 - 17:15）
- TOYOTA CROWN Presents 辻よしなりの「週末アソビナビ」（2011年4月9日 - 2013年3月30日、17:00 - 17:15）
- 辰巳琢郎の勝手にコンシェルジュ（2021年7月3日 - 2022年3月26日、17:00 - 17:30）
- ビアホール名人会（1981年4月11日 - 1994年12月31日、17:30 - 18:00→17:15 - 17:45→17:00 - 17:30→17:15 - 17:45→17:00 - 17:30）
- TOYOTA Presents 片山右京のShall We Drive?〜ドライブしようよ!〜（2005年10月8日 - 2009年3月29日、17:30 - 17:45→17:00 - 17:15）
- サタデースポーツ&ニュース（2010年4月10日 - 2018年3月31日、17:30 - 18:00）
- 大久保佳代子とトレンド遊び（2021年6月5日 - 2022年9月24日、17:30 - 18:00）

土曜夜（ナイターオフ）
- ウィークエンド・ルー（1993年10月9日 - 1994年4月2日、18:00 - 19:30）
- 山瀬まみのBOOMフロンティア（1993年10月9日 - 1994年4月2日、19:30 - 19:55）
- 高嶋秀武・松浪健四郎のオジサンたちの血が騒ぐ!（1993年10月9日 - 1994年4月2日、20:00 - 21:00）
- ヒロミのざけんじゃナイト（1994年10月22日 - 1995年4月1日、19:00 - 21:00）
- 週刊爆笑フォルテシモ（1995年10月 - 1996年3月、19:00 - 21:00）
- 鴻上尚史の博愛ラジオ（2000年10月 - 2001年3月24日、19:00 - 21:00）
- 薬丸裕英の「大人のミ・カ・タ」(2002年10月 - 2003年3月、19:00 - 20:00)
- 山本圭壱の道楽野球〜サタデー〜（2005年10月 - 2006年3月、17:50 - 19:00）
- time slip 80's（2005年10月9日 - 2007年3月31日）
- 元木大介のエキサイトベースボールサタデー（2007年10月6日 - 2008年3月29日、ナイターオフ期間のみ）
- みうらじゅんの「サブカルジェッター」〜2番目がいいんじゃない（2007年10月6日 - 2008年3月29日、19:00 - 20:25）
- アベコーのモリもりトーク（2008年10月4日 - 2011年4月2日）
- みうらじゅんのMJ RADIOアワー（2009年10月10日 - 2010年3月20日、20:00 - 20:55）

土曜夜
- Listen SOUL!（2010年4月10日 - 2011年4月2日、18:00 - 21:00→18:30 - 21:00→18:00 - 21:00）
- 枡田絵理奈の横浜物語（2010年10月9日 - 2011年3月5日、18:00 - 18:30）
- ラジオ東京スピリッツ（2011年5月7日 - 12月24日、18:00 - 19:00）
- 鈴木おさむ 考えるラジオ（2011年4月9日 - 2012年9月29日、19:00 - 20:55）
- シュガーズの週末は甘えナイト!（2012年11月10日 - 2013年9月28日、19:00 - 20:00）
- 週末お悩み解消系ラジオ　ジェーン・スー相談は踊る（2014年4月5日 - 2016年4月9日、19:00 - 21:00）
- 簡易恋愛プログラム 宮川賢のデートの時間でそ?!（2016年4月16日 - 2019年12月28日、19:00 - 21:00→19:00 - 20:30）
- 所ジョージのホロホロ天国 すんごいですね〜（1984年4月14日 - 9月、21:05 - 22:55）
- GO!GO!サタデー（1988年10月 - 1990年9月）
- 森川美穂のあぶないウィークエンド（21:00 - 22:00→21:30 - 22:30）
- はい、槇原です。（2011年4月9日 - 12月31日、21:00 - 21:30）
- ピチモのサタピチ（2002年10月 - 2004年3月、21:30 - 22:00→23:30 - 24:00）
- 四番 なかやま（2005年4月9日 - 2007年3月31日、21:30 - 23:00→22:00 - 23:30）
- ライムスター宇多丸のウィークエンド・シャッフル（2007年4月7日 - 2018年3月31日、21:30 - 23:30→21:30 - 24:30→21:00 - 24:30→21:30 - 24:30→22:00 - 24:30→22:00 - 24:00）
- ヤングタウンTOKYO（1969年10月11日 - 1986年10月4日）
- 古舘伊知郎の赤坂野郎90分（1984年10月13日 - 1986年4月5日、22:00 - 23:30→21:00 - 22:30）
- THE おとばん（1997年4月12日 - 2001年3月31日、22:00 - 24:00）
- つんくばん（2001年4月7日 - 2002年10月5日、22:00 - 23:30）
- 玉川美沙 Bravo!（2002年10月12日 - 2005年4月2日、22:00 - 23:30）
- 青春トライアングル（1985年4月13日 - 1988年4月9日）
- STUDIO C2 SQUARE（1991年4月 - 1994年3月、22:30 - 23:00）
- 清水圭のガッコーの人気者（1994年4月 - 1995年3月、23:00 - 23:30）
- ヒロミのEじゃんYOH（1995年10月14日 - 1996年4月6日、23:00 - 24:00）
- のりピー夢飛行（1988年4月 - 1989年3月、23:30 - 24:00→0:00 - 0:30）
- ヤンマガ伝説キャイ〜ン編集部なんですか→ヤンマガ伝説キャイ〜ンDAあ゛〜ん（1996年4月 - 2003年3月、23:30 - 0:30→0:00 - 1:00→0:00 - 0:30）
- Cafe de CAMUS（2006年10月7日 - 2007年3月31日）
- 立川談志・太田光 今夜はふたりで（2007年10月6日 - 2008年3月29日、23:30 - 24:00）
- やべきょうすけのnextクローズ（2008年4月5日 - 2009年3月28日、23:30 - 24:00）

土曜深夜
- コサキンDEワァオ!
- 独占!ヒロミ倶楽部（1995年4月15日 - 10月7日、0:00 - 1:00）
- 永井真理子のときめきハートビートクラブ(1988年 - 1989年、0:30 - 1:00)
- 浅香唯のちょっと悪い子(1988年10月15日 - 1990年3月31日、0:30 - 1:00→21:10 - 21:40→22:00 - 22:30)
- 週刊デジタリアン（2009年4月4日 - 2011年4月3日、0:30 - 1:00）
- 夢★夢Engine!（2011年4月10日 - 2017年3月26日、0:30 - 1:00）
- サンドウィッチマンの週刊ラジオジャンプ（2017年7月2日 - 2018年12月29日、0:30 - 1:00→0:00 - 0:30）
- ゆうゆのYouYouタイム（1:00 - 1:30→1:30 - 2:00）
- 水瀬さんち（2001年10月6日 - 2002年10月5日、1:00 - 1:30）
- ゴクラク!もえもえステーション（2003年4月 - 2005年3月、1:00 - 2:30）
- 954 V-STATION（2005年4月 - 2006年4月1日、1:00 - 2:30）
- ふるチン（2006年4月 - 2007年3月31日、1:00 - 2:00）
- MIXUP（2007年4月7日 - 2010年4月3日、1:00 - 4:00→2:00 - 4:00）
  - 坂本真綾 地図と手紙と恋のうた (2007年4月7日 - 2009年3月28日)

- エレ片のコント太郎
- ちはる ハート無防備（1991年4月 - 9月、1:30 - 2:00）
- WE2 タマゴの…キミ（1996年7月 - 1997年3月、1:30 - 2:00）
- 大槻ケンヂとタマゴのキミっ（1997年4月 - 1998年9月、1:30 - 2:00）
- ラジオはカプチーノ（1998年10月3日 - 1999年4月3日、1:30 - 2:00）
- La G-onらいだーす -メガネちっくNight-（2002年3月2日 - 10月5日、1:30 - 2:00）
- ロック魂（2001年10月 - 2004年12月、2:00（最後の3か月は2:30） - 4:00）
- オンテナ（2005年4月9日 - 2007年3月31日、2:30 - 4:00→2:00 - 4:00）

土曜深夜（日曜未明3時台）
- 桂三枝の→志ん朝の→文朝の→こずえの深夜営業（1972年4月 - 1978年4月2日、1:00 - 5:00→1975年10月から3:00 - 5:00）
- ヤングプラザ午前3時（1978年4月9日 - 1981年4月5日、3:00 - 5:00）
- パノラマワイド ヨーイドン!→パノラマワイド 今夜もよろしく 〜土曜の夜はロックンロール〜（1981年4月12日 - 1984年9月30日、3:00 - 5:00）
- うわさのミュージックタウン（1984年10月7日 - 1985年3月、3:00 - 5:00）
- 摩天楼倶楽部〜思い切り午前3時〜（1985年4月 - 9月、東京JAP）
- メロディ・ランド〜朝まで待てない〜（1985年10月 - 1986年3月、3:00 - 5:00）
- メロディ・ランド〜ニューポップスカウントアップ〜（1986年4月 - 1987年3月、3:00 - 5:00）
- 岡崎潤司のハリキリラジオ（1987年4月 - 9月、3:00 - 5:00）
- ミュージックシーンNOW（1987年10月10日 - 1989年4月1日、3:00 - 5:00）
- スーパーポップ（1989年4月 - 1990年9月、3:00 - 5:00）
- 余談タイムズ（1990年10月 - 1992年3月）
- もぎたてラジオCAN（1992年4月 - 1994年3月、3:00 - 5:00）
- 宮川賢の深夜ビタミン族（1994年4月 - 9月、3:00 - 5:00）
- 土曜裏ワイド宮川賢のラジオはナメるな（1994年10月15日 - 1995年9月、2:00 - 5:00→2:30 - 5:00）
- ウィークエンド・ミッドナイト☆パーティー（1995年10月15日 - 1996年4月7日、3:00 - 5:00）
- 次はオレらだ!東京爆裂DJ（1996年4月13日 - 1997年4月5日、2:30 - 5:00→3:00 - 5:00）
- スピークスピリッツ（1997年4月12日 - 2000年3月）
  - デジタル怪傑頭巾 デジ虫（1998年4月 - 2001年9月）

- よしもと下克上（2010年4月10日 - 2014年3月29日、3:00 - 4:00）
- ガリンペイロ(2016年10月2日 - 2017年3月25日、3:00 - 4:00)
- THE ARTIST BOX（2017年4月2日 - 2018年12月30日、3:00 - 4:00）
- ラジオアーカイブ（2019年1月6日 - 2020年3月29日、3:00 - 4:00）
- ZonE（3:30 - 4:00）
- 万田発酵 presents 朝ドレ情報いちばん（2013年10月6日 - 2016年3月27日、4:00 - 5:00→5:00 - 6:00）
- 歌会（2014年4月6日 - 2015年3月29日、4:00 - 5:00）
- デブッタンテ（2014年4月6日 - 2016年9月24日、3:00 - 4:00→4:00 - 5:00）

### 日曜日
日曜明け方
- 榎さんのおはようサンデー（1998年4月12日 - 2002年10月6日、5:00 - 6:00）
- Morning Wind〜音楽の森（2002年10月13日 - 2004年3月、5:00 - 6:00→4:00 - 5:00。裏送りの時期もあった）
- プレシャスサンデー（2002年10月13日 - 2021年3月28日）
  - DHCドリームプロジェクト〜はなわ・こんのひとみ 夢をかなえよう（2006年4月 - 2018年9月）

- 　NCPグループ ゆいごんの窓口 presents 稲村亜美の相続相談フルスイング!
- 田中雄介・江藤愛のハートフル・モーニング（2016年4月3日 - 9月25日、5:30 - 6:00）

日曜朝
- 日曜ニュースプラザ（1999年4月11日 - 2002年9月、6:30 - 8:30）
- 森田公一の青春ベストテン（1977年4月10日 - 1989年3月、8:05 - 9:00）
- TBSサンデーベストテン（8:05 - 9:55）
- 桂三枝のサンデーチキチキミュージック（1996年10月13日 - 1997年10月5日、8:00 - 8:55）
- おはようございます 落合恵子です（2005年4月10日 - 2008年3月30日、8:20 - 8:30）
- 養命酒 健康談話室（2008年4月6日 - 2012年9月30日、8:20 - 8:30→8:50 - 9:00）
- クローズアップにっぽん（1978年4月 - 2001年3月、芳村真理）
- グッドモーニングジャパン（2001年4月8日 - 2007年4月1日、8:30 - 9:00）
- 全国おとな電話相談室（2007年4月8日 - 2009年3月29日、8:30 - 9:00）

日曜昼前
- TBS今週のポップスベストテン→TBSポップスベストテン(1975年4月 - 1984年3月)
- ポップス・ホットテン
- ミュージックホリデー〜弦さんと日曜日（1995年4月 - 1996年10月、9:00 - 9:55）
- サンデー"M"10
- 全国こども電話相談室（1964年7月13日 - 2008年9月28日）
  - 全国こども電話相談室・リアル!（2008年10月5日 - 2015年3月29日、9:00 - 9:55）

- Isetanヒットオンサンデー
- 童謡詩人・金子みすゞ(2007年4月8日 - 2007年8月26日、9:55 - 10:00)
- 森山良子 輝けるあなたへ（2007年9月2日 - 11月25日、9:55 - 10:00）
- 高島礼子 トーキングウォーキング（2020年4月5日 - 2020年6月28日、9:50 - 10:00）
- バックグラウンド・ミュージック（1964年7月19日 - 2009年3月29日）
- セイコービューティフルサンデー（1976年4月11日 - 1978年9月24日、11:00 - 12:00）
- MAZDA ミュージック サロン（1979年4月 - 1986年3月、11:00 - 12:00）
- TOYOBOメモリーポップス（1986年4月 - 2001年3月、11:00 - 11:55）
- 渡辺真理 MELODY MARKET（1996年10月13日 - 1998年4月5日、11:00 - 15:00）
- 高見知佳 サンデー・グッド・セレクション（1998年4月12日 - 1999年3月、11:00 - 15:00）
- ラ・ラ・ラ♪日ようび（2001年4月8日 - 2002年9月28日、11:00 - 15:00→12:00 - 15:00）
  - ツムラ・ミュージックタイムマシーン（2001年10月7日 - 2003年9月28日）

- CUBE（2002年10月6日 - 2005年3月27日、10:00 - 12:00）

日曜昼過ぎ
- 電リクパラダイス! 山ちゃん・志穂のサンデーバズーカ!!（1999年10月10日 - 2001年4月1日、12:00 - 14:45）
- 生島淳のアクティブスタイル（2009年4月12日 - 2010年4月4日、12:00 - 12:30）
- 次長課長 河本"ハツラツ"準一のサンデー笑!（2010年4月11日 - 2010年12月26日、12:00 - 12:30）
- 悠と渚のハツラツサンデー(2011年1月2日 - 4月3日、12:00 - 12:30)
- 宮本隆治 旅ノチカラ（2011年4月10日 - 2012年4月1日、12:00 - 12:30）
- 由紀さおり 笑顔のなかで（2012年4月8日 - 2014年9月28日、12:00 - 12:30）
- RADIO-EX（2019年10月6日 - 2020年3月29日、12:00 - 12:30）
- 松岡茉優 マチネのまえに（2020年4月5日 - 2021年3月28日、12:00 - 12:30）
- ホットヒット歌謡曲（1972年4月16日 - 1977年4月3日、12:30 - 13:00→8:30 - 9:00）
- 松本ともこ ミュージック・チャーム（2009年4月12日 - 2010年10月3日、12:30 - 13:00）
- 山崎真実のサンデー・グッド・サポート（2010年10月10日 - 2011年4月3日、12:30 - 13:00）
- 吉木りさのエンジョイ・ドライビング・サンデー（2011年4月10日 - 6月26日、12:30 - 13:00）
- 千葉ドリーム!もぎたてラジオ（2011年7月3日 - 2020年3月29日、12:30 - 13:00）
- 日曜ワイド特集オー・ホリディ
- 日曜ワイドラジオTOKYO（1971年4月 - 1975年3月）
- 日曜電リクパレード〜松島トモ子の180分ぐるぐるワイド〜（1975年4月13日 - 1976年3月21日、13:30 - 16:10）
- ポップスオンサンデー（1976年6月6日 - 1977年4月3日、13:30 - 16:10）
- サンデービッグプレゼント ジャポップ大行進
- 松宮一彦 ハローベストテン
- 陳平の花の日曜大学（1985年 - ）
- 陳平のラジオ日曜版
- サンデーTOKYO（1989年4月16日 - 、13:00 - 14:55）
- ミュージックワイド そのまんま東のこのまんまサンデー
- サンデースーパーDJ（1991年）
- サンデーミュージックリゾート はれときどき森田正光（1993年4月 - 1994年3月）
- ルー大柴のサンデービッグテン（1994年4月10日 - 1995年10月8日、13:00 - 15:00→13:00 - 14:55）
- 松宮一彦 サンデーミュージックJAM（1995年10月15日 - 1996年10月6日、「SURF&SNOW」を内包）
- ハライチ岩井 ダイナミックなターン!（2018年3月2日 - 3月27日・2019年10月6日 - 2023年3月26日）

日曜夕方
- サンデースポーツまるかじり（1994年、16:00 - 18:00）
- サンデー強啓 本日発売（1994年10月 - 1995年3月、16:00 - 19:00）
- 吉田照美のびんびんタイムス!〜まだまだもっと日曜日（1995年4月 - 1996年4月、16:00 - 18:00）
- お待たせしました 浜村淳です!（1996年4月14日 - 1998年3月29日、16:00 - 17:45）
- 伊集院光 日曜大将軍（1998年4月5日 - 2000年10月1日、15:00 - 18:00→15:00 - 17:50）
- 伊集院光 日曜日の秘密基地（2000年10月8日 - 2008年3月30日）
- JA全農プレゼンツ 田中雄介の食卓応援隊（2008年4月6日 - 2013年3月31日、17:00 - 17:30）
- 西村雅彦 秘密喫茶M（2014年4月8日 - 9月28日、17:00 - 17:15）
- 進藤晶子のBelieve in（2013年10月6日 - 2015年3月29日、17:30 - 18:00）
- Adam byGMO presents ゲージュツ爆発チャンネル!（2022年4月3日-2023年3月26日）

日曜日夜（ナイターオフ）
- ウルトラQ倶楽部（2003年10月5日 - 2004年3月28日、19:30 - 20:00）
- パンチ佐藤の道楽野球〜サンデー〜（"、アシスタントは小笠原亘（TBSアナウンサー））
- 橋本清のエキサイトベースボールサンデー

日曜夜
- 木村剛のGOGOトーク!（2010年4月11日 - 5月30日、18:00 - 18:30）
- 村上ゆきのスローリビング（2011年4月10日 - 2021年3月28日、18:00 - 18:30）
- Listen HEART!（2010年4月11日 - 2011年4月3日、18:30 - 21:00→18:00 - 21:00→18:00 - 20:00）
- 高橋芳朗 HAPPY SAD（2011年4月10日 - 2012年9月30日、18:30 - 20:00→20:00 - 20:55）
- 蟹江一平 One Night TOKYO（2016年4月3日 - 9月25日）
- 桂三枝のチキチキ王国（1994年10月 - 1996年9月、21:00 - 21:55→22:05 - 23:00）
- ラジオシアター〜文学の扉（2011年10月9日 - 2021年9月26日、21:00 - 21:30）
- セイン・カミュ Smoke Free Cafe（21:30 - 21:59）
- 奈美悦子・辻よしなりのちなみに?（2008年10月5日 - 2012年9月30日、21:30 - 22:00）
- 高橋芳朗　星影JUKEBOX（2013年4月7日 - 2014年3月30日、21:30 - 22:00）
- サタケミキオと宅間孝行（2007年4月15日 - 2009年3月29日、22:00 - 22:30）
- 人生ゲーム40周年プレゼンツ 八嶋智人と三津谷葉子の「こんな人だと思わなかった…」（2008年4月6日 - 9月28日、22:00 - 22:30)
- 山中秀樹 時泥棒（2009年4月5日 - 2010年10月3日、22:00 - 22:30）
- 麻衣的亜州電波〜Mai's Asian Wave〜（2010年10月10日 - 2012年9月30日、22:00 - 22:30）
- 橋幸夫の地球楽団（2012年10月7日 - 2017年3月26日、22:00 - 22:30）
- 細川護煕この人に会いたい（1999年10月10日 - 2002年10月6日、22:30 - 23:00→23:00 - 23:30）
- 秋山ちえ子の日曜談話室（2002年10月13日 - 2005年10月2日、22:30 - 23:00）
- ラジオ図書館（1981年4月6日 - 1996年9月30日）
- 百万人の音楽（1967年4月16日 - 1990年9月30日、23:10 - 24:05→23:05 - 24:00。芥川也寸志、野際陽子）
- ニューミュージックマインドポップス（1990年10月 - 1991年9月、23:05 - 24:00。辛島美登里）
- Science Xitalk（1999年10月 - 2010年3月、23:00 - 23:30→21:00 - 21:30）
- 嶌信彦のエネルギッシュトーク（2002年10月7日 - 2014年9月28日、23:00 - 23:30）
- 辛島美登里 こころん、ふるさと（2015年10月4日 - 2016年9月25日、23:00 - 23:30）
- エブ★ラジ 夜の連続スマホ小説（2014年10月5日 - 2015年3月29日、23:30 - 24:00）
- 小森谷徹の目撃!偉人伝（2015年10月4日 - 2016年3月20日、23:30 - 23:55）
- サンスター 文化の泉 ラジオで語る昭和のはなし（2019年4月7日 - 2023年3月26日）

日曜深夜
- ラジオパステルコレクション（日曜1:00 - 1:30　2002年3月終了）
- 川村亜未 午前1時のシンデレラ（2012年4月8日 - 9月9日、1:00 - 1:30。TBS RADIO podcasting954に移動）
- 子安・氷上のゲムドラナイト（1996年10月 - 2001年10月、1:30 - 2:00→0:30 - 1:00）
- 量産型アリtoキリギリス（日曜1:30 - 2:00　2002年3月終了）
- 中川家の半時間（2002年10月 - 2003年3月30日、1:30 - 2:00）
- 月刊 愛川欽也 キンキンのパックインミュージック（2001年3月26日 - 2003年3月17日、2:00 - 5:00）
- 北野誠の世紀の雑談（1998年1月25日 - 2003年3月23日、3:00 - 5:00）

### その他
- 早起き名人会（1980年4月5日 - 1989年12月31日）
- 野沢那智のハローモーニング（1996年4月13日 - 1998年4月5日）
- 週刊トーク〜アッコとバンちゃん〜（1985年10月13日 - 1987年4月4日、金曜20:00 - 20:55→土曜12:05 - 13:00→土曜20:00 - 20:55）
- おはよう演歌鶏
- つりと私
- 牟田悌三・あなたのための税金相談（1980年 - 2005年3月）
- 清水国明の風に乗れ!（1985年10月13日 - 、7:15 - 7:45）
- 加勢大周のやさしさにつつまれて
- 榊原郁恵の青春家族
- JALミュージックツアー（小林克也）
- 江森陽弘のニュース マガジン
- 星野進保 世界をNIRAむ
- GAEA STATION
- 渡辺真理 メロディマーケット
- RVクルージング どこかへいこうよ
- ドクター石原のえがお元気便
- CINEMA☆CINEMA
- THE ROAD TO SUPER HERO
- GAKU-Shock（2004年10月2日 - 2014年3月30日）
- 五木寛之の夜（1979年10月7日 - 2004年9月26日）
- ラジオはアメリカン（1981年4月 - 1996年7月）
- 永井真理子 POP SPIRITS!（1990年10月13日 - 1992年10月2日）
- 坂下千里子のビューティーお先です!（2000年4月 - 2003年3月）
- サタデー・スポーツマネージャー、サンデー・スポーツマネージャー
- エンタマン（2009年4月6日 - 2012年9月29日）
- Good Time, Good Music（2010年1月16日 - 2011年3月19日）
- 麻木久仁子の週刊「ほんなび」（2013年4月1日 - 2014年9月28日）
- Radio SCOPE（2013年7月6日 - 2014年3月29日）
- 渋谷和宏・ヒント（2014年4月6日 - 2016年9月25日）
- Sound Bistro（2015年4月5日 - 9月27日）
- 辻よしなり・保科有里の歌が聴きたい
- 小森谷徹 週間!暮らしの便利帳
- 鈴木聖奈のエンタメ バックステージツアー
- 渡邊剛のハートカルテ
- 辻井いつ子の今日の風、なに色?
- 花田優一 First Step
- センチュリー21 presents 伊原六花とブカツ☆ダンス（2018年4月8日 - ）
- ハツデンキ
- Catch UP Music
- chelmicoのでも、まだ土曜日
- 「今を生きる楽しさ」を!
- RIEとYOKO〜美の贅沢
- ほいけんたのヒットするには理由がある
- By ART
- 毎日がスペシャル!BS-TBS（2016年4月2日 - 2021年9月25日）
- 赤坂お笑いDOJO（2003年3月30日終了）
- 城島茂のTOKIO CLUB（1992年4月 - 2005年3月）
- サウンズ・ウィズ・コーク（山本コウタロー 他）
- 森川美穂のあぶないウィークエンド→今夜もフリースタイル(タイトル変更後、放送日は火曜22時に変更　時期不明 - 1994年4月5日)
- サンプラザ中野 今夜も熱帯夜
- スクランブルSMAP（1993年10月9日 - 1997年4月5日）
- ハニー サウンドオンライブ
- あなたとヒロシと音楽と
- 明石家さんまのおしゃべりツバメ返し
- ミニカ・ミッドナイト・クルージング〜YUMINGのおしゃまします
- ラジオ・アニメどんぶり（2003年9月終了）
- こんばんは由梨香です あなたとそっとくりいむレモン（1987年5月 - 1987年10月）
- 榎本加奈子のKANAKO倶楽部（1997年1月 - 1998年10月4日）
- 菊地成孔の粋な夜電波（2011年4月17日 - 2018年12月30日）
- さとう珠緒 ご機嫌なくちびる
- 遠藤久美子のLOVELOVEモード

### 毎日
- まった無し!大相撲（1992年3月 - 2000年1月、大相撲本場所開催期間中）